# Ейдриън д'Аже
Ейдриън д'Аже (на английски: Adrian d'Hage) е бивш австралийски военен офицер и писател на бестселъри в жанра „исторически трилър“.

## Биография и творчество
Бригадир Ейдриън Стюърт д'Аже е роден на 5 октомври 1946 г. в Сидни, Австралия. Учи в мъжката гимназия на Северен Сидни. Завършва през 1967 г. на Кралския военен колеж „Дънтруун“ в Камбера. В периода 1969 – 1970 г. е взводен командир в Сингапур и Южен Виетнам, където през 1969 г. е награден с Военен кръст за оперативни действия. При завръщането си в Австралия работи като инструктор по тактика в Шести кралски австралийски полк.
През 1976 г. е назначен в командването и след допълнително обучение в колежа „Стал“ през 1978 г. е офицер към кабинета на военния секретар. През 1980 г. е удостоен с Националния медал на Австралия. През 1983 г. учи във военната академия и в периода 1984 – 1985 г. е командващ офицер в Шести батальон. През 1987 г. отново е в главното командване и е повишен в подполковник. В периода 1987 – 1990 г. е директор на съвместните операции за отбрана, а през 1990 г. е повишен в бригаден генерал.
В периода 1990 – 1996 г. е ръководител на Връзки с обществеността във Военното министерство, като през 1993 г. е удостоен с отличието „член на Ордена на Австралия“ като признание за работата му в армията и силите за отбрана в областта на оперативното планиране и информиране на обществеността. В периода 1996 – 2000 г. е ръководител на планиране, сигурност и защита на Олимпийските игри в Сидни 2000, включително защита срещу химически, биологични, радиологични и ядрени заплахи.
През октомври 2000 г. д'Анже напуска армията и се посвещава на писателската си кариера. Премества се известно време в Италия, за да завърши трилъра си „Свитъкът Омега“ за тайните на Католическата църква, който е публикуван през 2005 г.: свитъкът лежи необезпокояван в една пещера близо до Кумран близо 2000 години и съдържа ужасно предупреждение за цивилизацията и кодирани номера, от които Ватиканът се страхува най-много. Романът става бестселър и прави автора известен.
През 2007 г. излиза следващият му бестселър „Конспирация Пекин“: от най-западната провинция на Китай, близо до границата с Пакистан, идва заплахата от опустошителна биологична атака и кодиран ултиматум.
Следващият му трилър „Кодексът на маите“ е публикуван през 2010 г: джунглата на Гватемала крие древен документ на маите със страховито предупреждение за цивилизацията; решение на загадката се търси от Нацистка Германия до днешен Вашингтон, от тайните архиви на Ватикана до Храма на маите.
В трилъра „Пророчестното на инките“ (2012) агентът ЦРУ Къртис О'Конър и археоложката от Гватемала д-р Алета Вайцман търсят тайни гробници до древния град Мачу Пикчу, изгубеният град на инките, дълбоко в джунглата на Амазонка, скрити послания в мистериозен кристален череп, и други незнайни послания от времето на инките.
Ейдриън д'Аже има степен по теология от теологичния колеж „Сан Марко“ в Канбера от 1993 г. През 2009 г. получава и бакалавърска степен по приложни науки по енология и винопроизводство. Освен като писател той работи и като изследовател и хоноруван преподавател в Центъра за арабски и ислямски изследвания (Близкия изток и Централна Азия) в Австралийския национален университет. Докторската му работа от 2005 г. е озаглавена „Влиянието на религията върху външната политика на САЩ в Близкия изток". Има два развода и двама сина.

## Произведения

### Самостоятелни романи
- The Omega Scroll (2005)
Свитъкът Омега, ИК „Бард“, София (2006), прев. Крум Бъчваров
- The Beijing Conspiracy (2007)]
Конспирация Пекин, ИК „Бард“, София (2008), прев. Асен Георгиев
- The Maya Codex (2010)]
Кодексът на маите, ИК „Бард“, София (2011), прев. Владимир Зарков
- The Inca Prophecy (2012)
- The Alexandria Connection (2014)
- The Russian Affair (2018)